# U-Bahnhof Weberwiese

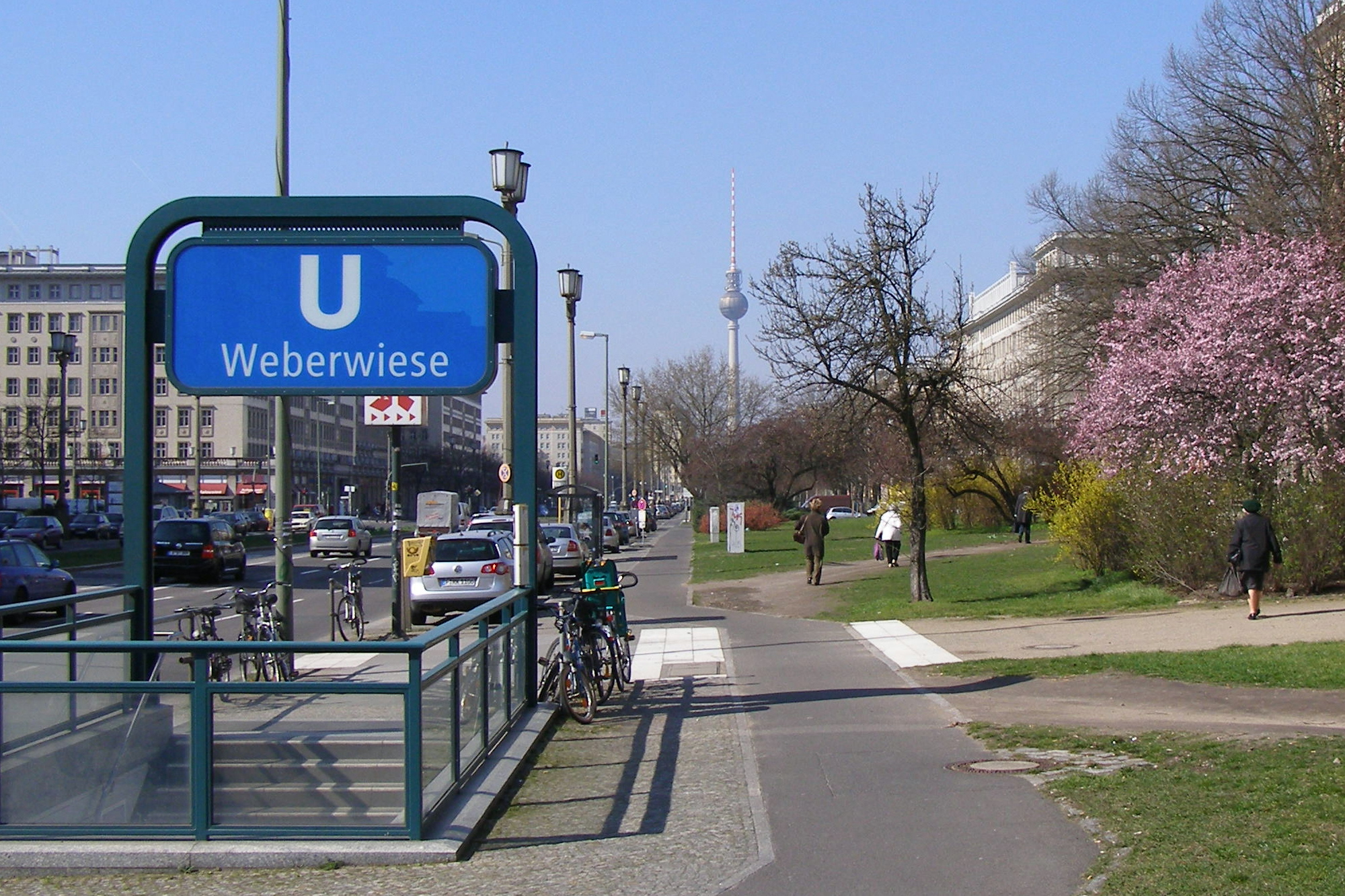
Eingang auf der Karl-Marx-Allee

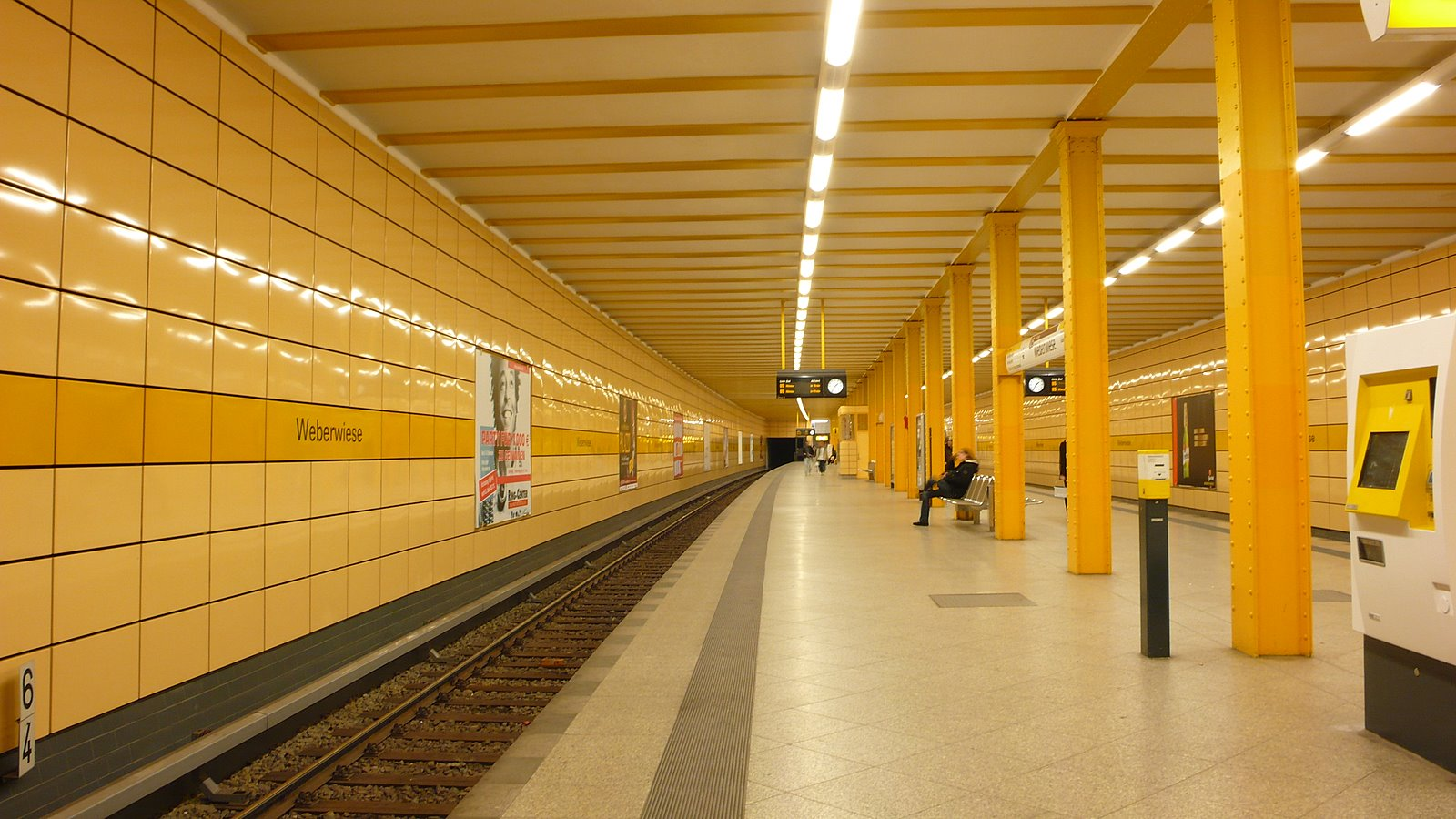
Bahnhof nach der Sanierung

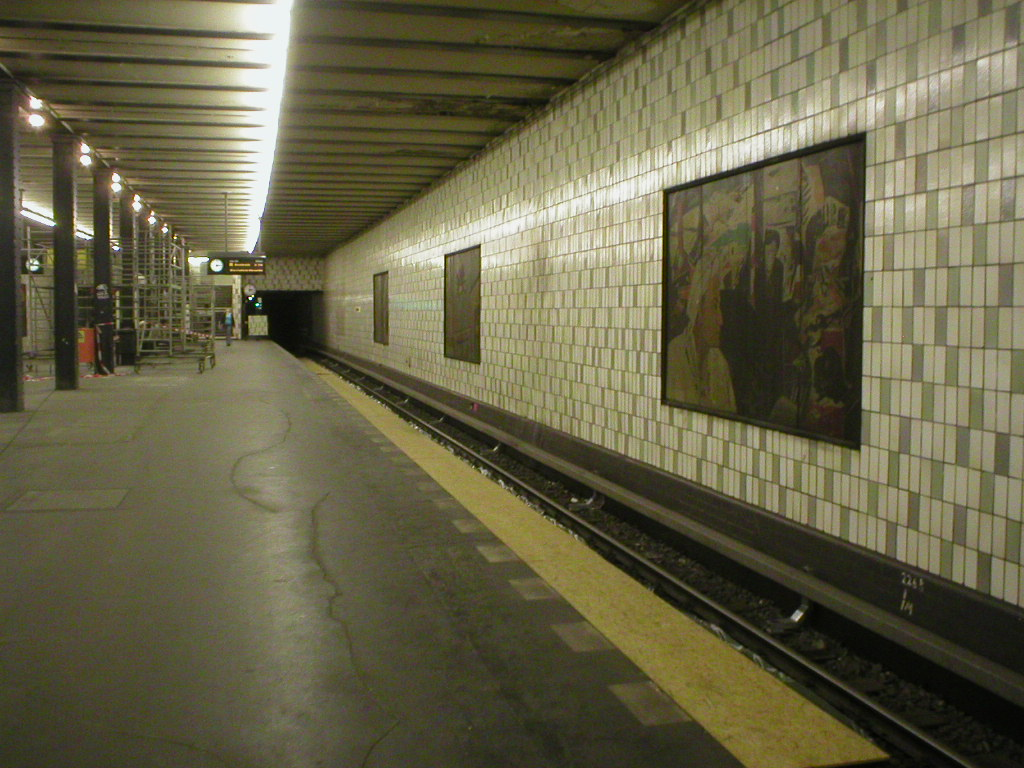
U-Bahnhof Weberwiese vor der Sanierung 2003

Der U-Bahnhof Weberwiese ist eine Station der Linie U5 der Berliner U-Bahn. Er befindet sich unter der Karl-Marx-Allee und ging am 21. Dezember 1930 unter dem Namen Memeler Straße – nach der Stadt Memel (jetzt: Klaipėda) – in Betrieb. Obwohl der nächste Bahnhof auf der Linie Frankfurter Tor heißt, befand sich das historische Berliner Stadttor an der Stelle, wo sich heute der Bahnhof Weberwiese befindet.

## Geschichte
Architekt des Bahnhofs war Alfred Grenander, der zum Zeitpunkt des Baus auch die anderen Bahnhöfe der damaligen Linie E vom Alexanderplatz nach Friedrichsfelde gestaltete. Der Bahnhof Memeler Straße bildet dabei den Standardtyp der Bahnhöfe. Er befindet sich in eineinhalbfacher Tieflage und weist an beiden Enden einen Aufgang zur Karl-Marx-Allee auf. Der Bahnsteig erhielt eine einfache mittlere Stützenreihe. Abgesehen von der Länge der Aufgänge entstand so eine fast symmetrische Form, an der sich die anderen Bahnhöfe orientierten. Die Kennfarbe der Station ist heute Gelb. Ursprünglich waren die Hintergleiswände in 30 cm × 15 cm großen grauen Keramikfliesen und schwarzen, vierteiligen Keramik-Stationsschildern mit weißer Schrift verkleidet.
Bei einem alliierten Luftangriff am 26. Februar 1945 schlugen mehrere Bomben in den Bahnhof ein. Dabei starben ungefähr 200 Menschen. Der Bahnhof wurde zerstört.
Mit Anerkennung der Oder-Neiße-Linie als Ostgrenze der im Jahr 1949 neu gegründeten DDR erfolgte 1950 die Umbenennung in Marchlewskistraße, nach dem Politiker Julian Marchlewski, des Mitbegründers der Polnischen Sozialistischen Partei. Nach der deutschen Wiedervereinigung erfolgte 1992 eine weitere Umbenennung, diesmal in den heutigen Namen Weberwiese nach dem gleichnamigen Platz südlich der Karl-Marx-Allee. Mitte der 1990er Jahre fielen die zu DDR-Zeiten angebrachten Wandfliesen allmählich von den Wänden, und der ursprüngliche Name Memeler Straße wurde wieder sichtbar. Bei der Sanierung wurden diese letzten Spuren der Erinnerung getilgt, dabei gingen auch die zu Zeiten der DDR angebrachten Wandinstallationen zur Geschichte Berlins verloren.
Im Jahr 2003 erfolgte die umfassende Sanierung des Streckenabschnittes Alexanderplatz – Frankfurter Allee. Neben dem Oberbau der Strecke wurden auch die Bahnhöfe umfassend saniert und die alten Fliesen gegen neue emaillierte Stahlplatten ausgetauscht. Ebenso wurde der alte Asphaltbelag des Bahnsteigs durch Granitplatten ersetzt. Die Aufgänge wurden zwei Jahre später saniert. Der Bahnhof galt bei der Eröffnung der Linie als Standardtyp für die Bahnhöfe an der damals knapp sieben Kilometer langen Strecke. Mittlerweile ist der Bahnhof durch die Sanierungsmaßnahmen von diesem Ideal abgerückt, sodass der U-Bahnhof Samariterstraße nun als einziger entlang der Strecke den Originalaufbau von 1930 aufweist und somit auch – im Gegensatz zur Station Weberwiese – unter Denkmalschutz steht.
Ein Aufzug in der Mitte des Bahnsteigs wurde am 4. November 2011 in Betrieb genommen.

## Anbindung
Am U-Bahnhof bestehen Umsteigemöglichkeiten von der Linie U5 zur Omnibuslinie 347 der BVG. Die Haltestelle befindet sich nicht unmittelbar am U-Bahnhof, sondern in der Hildegard-Jadamowitz-Straße, einer Parallelstraße der Karl-Marx-Allee.
| Linie | Verlauf |
| ----- | --- |
|       | Hauptbahnhof – Bundestag – Brandenburger Tor – Unter den Linden – Museumsinsel – Rotes Rathaus – Alexanderplatz – Schillingstraße – Strausberger Platz – Weberwiese – Frankfurter Tor – Samariterstraße – Frankfurter Allee – Magdalenenstraße – Lichtenberg – Friedrichsfelde – Tierpark – Biesdorf-Süd – Elsterwerdaer Platz – Wuhletal – Kaulsdorf-Nord – Kienberg (Gärten der Welt) – Cottbusser Platz – Hellersdorf – Louis-Lewin-Straße – Hönow |